# دکتر جین
دکتر جین (به انگلیسی: Dr. Jin، به کره‌ای: 닥터 진) یک مجموعه تلویزیونی کره جنوبی سال ۲۰۱۲ با بازی سونگ سیونگ هون است که در نقش اصلی دکتر جین، یک جراح مغز و اعصاب قرن ۲۱ به گذشته در سلسله چوسان سفر می‌کند. همچنین بازیگران پارک مین یونگ، لی بئوم سو، کیم جه جونگ از گروه جی‌وای‌جی و لی سو یئون در این سریال بازی می‌کنند و از ۲۶ مه تا ۱۲ اوت ۲۰۱۲، شنبه‌ها و یکشنبه‌ها ساعت ۲۱:۵۰ (کی‌اس‌تی) از ام‌بی‌سی برای ۲۲ قسمت پخش شد.